# 椎の木地蔵尊
椎の木地蔵尊（しいのきじぞうそん）は、横浜市青葉区田奈町にある地蔵堂である。毎年4月14日に、同じく田奈町に所在する萬福寺の住職により、供養祭が行われている。
お堂には多数の地蔵の石仏が祀られており、お堂にある小石を借りて体の悪いところをさすると、そこがいつしか快癒すると信じられている。お堂の前には、名前の由来となった樹齢数百年の椎の古木がある。境内には、八坂神社、庚申塔をはじめとした石仏、阿弥陀堂がある。境内は広くないが、石仏の宝庫である。また、お堂の前を通る道は、府中鎌倉道と伝わっており、鎌倉幕府討伐の際に新田義貞が軍勢を率いて通ったとされている。
お札やお守りが無人販売されている。